# 三分
三分（さんぶん）とは、経典を序分・正宗分・流通分と3つに分けることをいう。また科段（かだん）、分科（ぶんか）、科文（かもん）、三分科経（さんぶんかきょう）ともいう。すなわち三科分類法のことである。

## 概要
インドから中国に経典が伝えられ翻訳された後、経典を解釈するに、内容から分段を区切ることが行われ、これが特に中国の南北朝期において発達した。
経典を科段に分ける場合、序説の部分を「序分」、本質を説く部分を「正宗分」、そしてその内容を広めていくように勧めた部分を「流通分」と分科した。すなわち、
- 序分 - 序説の部分。その経典が説かれる所以（ゆえん、理由）や因縁を明かす
- 正宗分 - 本論の部分。その経典の中心となる教説を述べる
- 流通分 - その経典の功徳を説き、弟子に附属し、後世において受持し流布することを述べる

たとえば法華経では、大きく分けて（一経三段）、序品を序分、方便品から分別品の前半までを正宗分、分別品から勧発品までを流通分と分科する。また細かく分ける（二経六段）と法華経には前半・迹門、後半・本門の2つに分け、その迹本二門にもそれぞれ序・正宗・流通の三分があるとする。
この「三分」は、天台宗以降の法華経を優位視する宗派間において、後に経典だけではなく、釈迦が一代の説法したとされる経典すべてを分類されると解釈されるようになり、華厳経・阿含・方等・般若までを序分、法華経（開・結の2経含む）を正宗分、そして涅槃経を流通分と解釈されるに至った。したがってこの三分は教判に引用せられ、段階的に次第した消去法で法華経こそが最高であるとする解釈を生んだ。